# Robbie Krieger
Robby Krieger, egentligen Robert Allan Krieger, född 8 januari 1946 i Los Angeles, Kalifornien, är en amerikansk gitarrist. Robby (ibland även Robbie) Krieger var gitarrist i The Doors åren 1965 – 1972.
Krieger låg bakom flera av bandets mest välkända hits, exempelvis "Touch Me" och "Light My Fire". Efter tiden i The Doors har Krieger också spelat i The Butts Band och Robby Krieger band. Han har även medverkat som stödgitarrist till Blue Öyster Cult och i Riders on the Storm, ett projekt som från början kallades "The Doors of the 21st Century", där Krieger och förre Doors-medlemmen Ray Manzarek båda var med.

## Gitarrerna som användes
- 1964 Gibson SG Special
- 1958 National 'Town & Country' (Model 1104)
- 1967 Gibson SG Special
- 1968 Gibson SG Standard

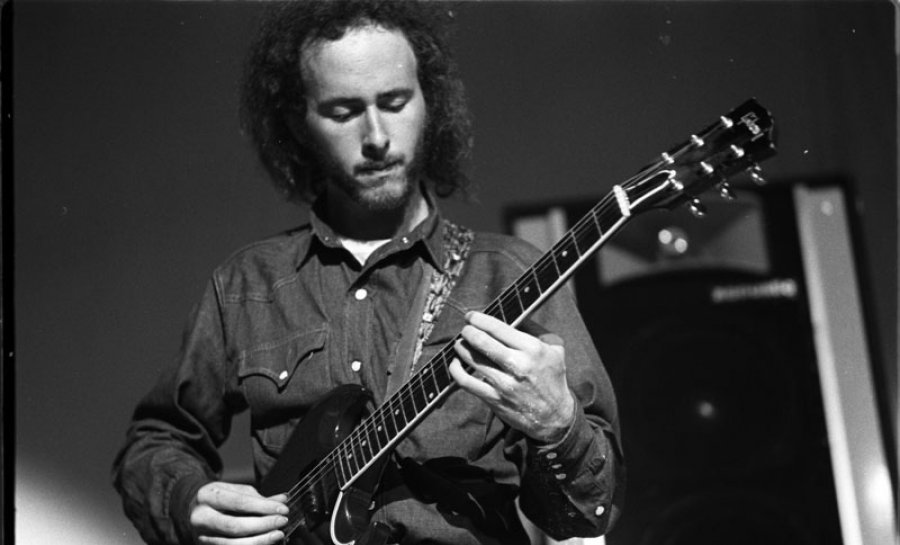
Krieger som uppträder live på Roundhouse i London september 1968. Krieger använde olika gitarrmodeller, framför allt Gibson SG modeller.

- 1954 Gibson Les Paul Custom ('Black Beauty')
- Black Gibson SG Standard

## Diskografi (urval)
Studioalbum med Butts Band
- Butts Band (1974)
- Hear and Now (1975)

Soloalbum
- Robbie Krieger & Friends (1977)
- Versions (1982)
- Robby Krieger (1985)
- No Habla (1989)
- Door Jams (1989)
- Cinematix (2000)
- Singularity (2010)
- The Ritual Begins At Sundown (2020)

Med poeten Michael C. Ford
- Look Each Other in the Ears (2014)

Annat
- "Puppet Strings" på Puppet Strings, med Fuel (2014)
- "All the Time in the World" på Alphabetland, med X (2020)